# Línea Castejón de Ebro-Alsasua
La línea Castejón de Ebro-Alsasua, conocida históricamente como línea Zaragoza-Alsasua, es una línea de ferrocarril de ancho ibérico que pertenece a la red ferroviaria española. Tiene una longitud de 139,20 kilómetros y el trazado está electrificado a 3 kV. La línea une el nudo ferroviario de Castejón de Ebro con el nudo de Alsasua, pasando por Pamplona. 
Siguiendo la catalogación de Adif es la línea 710.

## Historia
La construcción de buena parte del trazado corrió a cargo de la Compañía del Ferrocarril de Zaragoza a Pamplona, creada para tal fin. Las obras transcurrieron entre 1860 y 1865, avanzando estas lentamente en algunos tramos debido a la complicada orografía de la zona: La construcción del trazado avanzó de la siguiente forma:
- Pamplona-Caparroso (59,81 kilómetros), abierto en 1860;
- Caparroso-Tudela (43,80 kilómetros), abierto en 1861;
- Tudela-Casetas (61,94 kilómetros), abierto en 1861;
- Pamplona-Irurzun (21,68 kilómetros), abierto en 1864;
- Irurzun-Alsasua (30,55 kilómetros), abierto en 1865;

En Alsasua el trazado enlazaba con la línea Madrid-Irún de la Compañía de los Caminos de Hierro del Norte de España, por lo que en este punto se fue articulando con los años un importante nudo ferroviario. Situación parecida ocurriría en Castejón de Ebro, donde partía la importante línea Castejón-Bilbao. El tramo final entre Casetas y Zaragoza, que data de 1871, fue obra de la Compañía de los Ferrocarriles de Zaragoza a Pamplona y a Barcelona (ZPB), que había nacido en 1865 de la fusión de la empresa constructora con la Compañía del Ferrocarril de Barcelona a Zaragoza. En 1878 la grave situación económica de la ZPB la obligó a aceptar una fusión con la poderosa «Norte», que se hizo con el control de esta línea.
En 1941, con la nacionalización del ferrocarril de ancho ibérico, las infraestructuras pasaron a integrarse en la red de la recién creada RENFE. Bajo gestión de RENFE se procedería a la electrificación del trazado, lo que permitió mayores velocidades. El 1 de enero de 2005, con la división de RENFE en Renfe Operadora y Adif, la línea pasó a depender de esta última.

## Características
El trazado tiene una longitud de 139,20 kilómetros, en ancho ibérico, y está totalmente electrificado a 3 KV. La línea emplea como sistema de seguridad el Bloqueo Automático en Vía Única (BAU), disponiendo también de CTC (Control de Tráfico Centralizado). Históricamente el trazado también incluía el tramo Castejón-Zaragoza, de tal forma que la línea unía Zaragoza con Alsasua. Sin embargo, tras la última reordenación ferroviaria de la red, el mencionado tramo pasó a integrarse en la línea Castejón-Bilbao, dando lugar a la línea Casetas-Bilbao que Adif numera como la línea 700.